# R.E.M. Live
R.E.M. Live är ett livealbum av den amerikanska rockgruppen R.E.M., utgivet i oktober 2007 som gruppens första livealbum. Det spelades in i Point Theatre i Dublin 26 och 27 februari 2005 under Around the World Tour, följande gruppens 13:e studioalbum Around the Sun. 
Låten "I'm Gonna DJ" var tidigare outgiven, den fanns senare med på studioalbumet Accelerate (2008).

## Låtlista

### Skiva ett
1. "I Took Your Name" - 4:08
2. "So Fast, So Numb" - 4:40
3. "Boy in the Well" - 5:16
4. "Cuyahoga" - 4:25
5. "Everybody Hurts" - 6:49
6. "Electron Blue" - 4:13
7. "Bad Day" - 4:26
8. "The Ascent of Man" - 4:12
9. "The Great Beyond" - 4:49
10. "Leaving New York" - 4:48
11. "Orange Crush" - 4:27
12. "I Wanted to Be Wrong" - 5:02
13. "Final Straw" - 4:10
14. "Imitation of Life" - 3:53
15. "The One I Love" - 3:27
16. "Walk Unafraid" - 5:02
17. "Losing My Religion" - 4:53

### Skiva två
1. "What's the Frequency, Kenneth?" - 4:06
2. "Drive" - 5:41
3. "(Don't Go Back To) Rockville" - 4:39
4. "I'm Gonna DJ" - 2:27
5. "Man on the Moon" - 6:46

## Medverkande

### R.E.M.
- Peter Buck - gitarr
- Mike Mills - bas, keyboards, sång
- Michael Stipe - sång

### Övriga medverkande
- Scott McCaughey - gitarr, keyboards, sång
- Bill Rieflin - trummor
- Ken Stringfellow - keyboards, gitarr, melodica, sång
- Daniel Ryan - gitarr och sång på "(Don't Go Back To) Rockville"